# Меланом
Меланом, такође сувишно познат као малигни меланом, тип је рака коже која се развија из ћелија које производе пигмент познатих као меланоцити. Меланоми се обично јављају на кожи, али се ретко могу јавити у устима, цревима или оку (увеални меланом). Код жена се најчешће јављају на ногама, док се код мушкараца најчешће јављају на леђима. Око 25% меланома се развија из младежа. Промене младежа које могу указивати на меланом укључују повећање величине, неправилне ивице, промену боје, свраб или оштећење коже.
Примарни узрок меланома је излагање ултраљубичастом светлу (УВ) код оних са ниским нивоом пигмента коже меланина. УВ светло може бити од сунца или других извора, као што су уређаји за сунчање. Они са много младежа, историјом погођених чланова породице и лошом имунолошком функцијом су у већем ризику. Бројна ретка генетска стања, као што је пигментна ксеродерма, такође повећавају ризик. Дијагноза се поставља биопсијом и анализом било које лезије коже која има знаке да је потенцијално канцерогена.
Коришћење креме за сунчање и избегавање УВ светлости може спречити меланом. Лечење је обично уклањање операцијом. Код оних са мало већим канцером, оближњи лимфни чворови се могу тестирати на ширење (метастазе). Већина људи се излечи ако није дошло до ширења. За оне код којих се меланом проширио, имунотерапија, биолошка терапија, терапија зрачењем или хемотерапија могу побољшати преживљавање. Са лечењем, петогодишње преживљавање у Сједињеним Државама је 99% међу онима са локализованом болешћу, 65% када се болест проширила на лимфне чворове и 25% међу онима са удаљеним ширењем. Вероватноћа да ће се меланом поново појавити или проширити зависи од његове дебљине, од тога колико се ћелије брзо деле и од тога да ли се кожа изнад њих пореметила или не.
Меланом је најопаснији тип рака коже. На глобалном нивоу, 2012. године, нове појаве су забележене код 232.000 људи. У 2015. години, 3,1 милион људи је имао активну болест, што је резултирало са 59.800 смртних случајева. Аустралија и Нови Зеланд имају највећу стопу меланома на свету. Високе стопе се такође јављају у Северној Европи и Северној Америци, док је мање уобичајен у Азији, Африци и Латинској Америци. У Сједињеним Државама, меланом се јавља око 1,6 пута чешће код мушкараца него код жена.  Меланом је постао чешћи од 1960-их у областима које углавном насељавају људи европског порекла.

## Распрострањеност
Меланом се углавном среће код белаца, код црнаца и Азијата је доста редак.
Највећа распрострањеност је у Аустралији и земљама са великим нивоом сунчевог зрачења. Меланоми се могу јавити у сваком узрасту, код мале деце ретко (углавном наследни, погледати Хромозом 1 (човек)). Чешће се јавља код жена него код мушкараца.

## Фактори који доводе до меланома
Најзначајнији фактор је ултравиолетно зрачење. Важан факор је и пигментираност коже, односно тип коже. Код типа I (особе светло беле боје коже, зеленкасте очи, црвенкаста коса-келтски тип је ризико највећи), а онда следи тип II (светла боја коже, плаве очи, плава коса...).
Особе које имају ксеродерму пигментозум (Xeroderma pigmentosum) често касније добију и меланом.
Меланом може настати на свим деловима тела, како не оним која су константно изложена дејству сунца, тако и на оним која су заштићена нпр. одећом. Једино једна подгрупа меланома-лентиго малигна настаје искључиво на стално експонираним деловима тела.
Може се рећи да појава меланома корелира са бројем опекотина од сунца. Посебно је битан број и тежина опекотина у дечјем узрасту и младости. У овом узрасту је размножавање пигментних ћелија коже интензивно, тако да се под дејством сунчевог зрачења може још интензивирати.
Код 10% пацијената постоји фамилијарна предиспозиција. Наслеђивање у ово случају је аутозомно-доминантно (видите Хромозом 1 (човек)). Фамилијарни меланоми се јављају у нешто ранијем узрасту.
Број младежа је у вези са ризиком добијања меланома. За атипичне младеже је ризико добијања меланома још већи.

## Патогенеза
Један генски дефект је код пацијената хромозому 9 установљен (такође идентификовани су дефекти и на хромозому 1). Овај дефект је одговоран за иницијацију меланома, а по утицајем УВ зрачења долази до прогресије тумора.
Меланоми најчешће настају из младежа и диспластичних младежа, мањим делом директно из коже.
Ток болести зависи од појаве и селекције агресивних туморски ћелија и одбрамбене способности организма.

## Класификација и стадијуми болести
За прогнозу болести важан је степен раширености тумора.
| Први стадијум  | Примарни тумор без инфилтрације лимфних чворова и без метастаза |
| Други стадијум | регионалне метастазе у лимфним чворовима                        |
| Трећи стадијум | метастазе                                                       |

Код првог стадијума, када болест још није у поодмаклој фази можемо разликовати више типова:
|                                                  | учесталост | локализација                     | старост пацијената у време дијагнозе | брзина раста у дубину |
| лентиго малигни меланом(lentigo-maligna melanom) | 5%         | лице, полеђина шаке              | преко 60 година                      | године и деценије     |
| меланом са површинским ширењем                   | 65%        | сви региони изолжени сунцу       | 30-60 година                         | године (5—7)          |
| нодуларни (са чворићима) меланом                 | 15%        | сви региони изолжени сунцу       | 40-60 година                         | месеци до 1 година    |
| акрални лентигинозни меланом                     | 5%         | акре(шаке ноге...) нокти         | 40-60 година                         | до 3 године           |
| некласифицирани меланоми меланоми слузокоже      | 10%        | уста око нервни систем слузокожа | 40-60 година                         | месеци                |

У овој (првој фази) ћелије меланома још увек не могу да расту инвазивно, односно да расту у дубину. Углавном се шире хоризонтално-у ширину и потребне су године и деценије да би напали дубље слојеве (видите код брзина раста у дубину у табели).
Добро диференцирани тумори се задржавају на граници дермиса и епидермиса, што се манифестује као промена у виду флеке, базална мембрана коже још није оштећена. То су лентигинозни меланоми.
Лошије диферентовани се слабије задржавају на овој граничној зони и прожимају епидермис (површински слој коже) у види малих пега. То су меланоми са површинским ширењем. У овом случају главнина туморских ћелија лежи у граничној зони, али се јављају и ћелије које инфилтрирају епидермис.
Код нодуларног меланома се туморске ћелије уопште не задржавају у овој граничној зони, тако да веома брзо нападају околне, дубље структуре.

## Симптоми
Заједничке особине је да су све туморске лезије коже неправилног облика, неуређене структуре. 
- облик: неправилан, полицикличан
- границе: делимично оштре, делимично нису оштре
- боја: шарена фарба, мешавина црне, тамнобраон, светлобраон, беле, црвене...
- грађа: промене су састављене из више делова, који су и равни и подигнути, секундарне промене нпр. улцерације, перутање... су честе.
- величина: меланоми су велики углавном преко 5mm
- површина им је груба

## Подврсте
- Лентигинозни меланом (lentigo maligna)
- Меланом са површинским ширењем
- Нодуларни меланом
- Акралини, лентигинозни меланом
- посебни облици

### Лентигинозни меланом
Јавља се на деловима тела који су експонирани сунцу. То је преинвазиван, површинска форма из које се касније може развити инвазивни лентигинизни малигни меланом. Среће се код старијих људи (најчешће у 8. и 9. деценији).
Промене су у облику флека на кожи, које величине од неколико милиметара до неколико сантиметара. Ивица је неправилног облика, а фарба тамнобраон до црна. Тумор је у нивоу коже, не може се напипати.
Лентиго малигни меланом је каснија, инвазивна форма која се може напипати у облику чворића.
Епител је атрофичан и у базалном слоју су присутне вакуолизоване ћелије, са атипијом једра и патолошком деобама (патолошка митоза). Терапија је одстрањивање промена-ексцизија. Када то није могуће због раширености тумора и здравственог стања пацијента онда се може лечити зрачењем и криохирургијом.

### Меланом са површинским ширењем
То је најчешћа варијанта меланома у почетној фази. Најчешће се среће код одраслих. Промене су благо подигнуте, могу се опипати, тамнобраон до црне боје. Величина им варира од неколико милиметара да неколико сантиметара. Граница лезија је полицикичног облика, неправилна али углавном оштра. Тумор напредује брзо и прелазак у инвазивни облик (други стадијум) ступа у року од неколико месеци до неколико година. Туморске ћелије се углавном налазе у граничној (јункционој) зони између епидермиса и дермиса, делимично изнад и испод базалне мембране, али присутна је и дифузна инвазија епидермиса.

### Нодуларни меланом
То је најагресивнија варијанта меланома. Тумор не расте хоризонтално, већ у вертикално-у дубину што брзо доводи до инвазије дубљих слојева коже (у року од неколико месеци). Присутне су и бројне ерозије коже и крварења.

### Акрални лентигинозни меланом
Акре су периферни делови тела: шаке, стопала, уши... Овај тумор среће претежно код старијих особа (преко 60 година) и има нешто лошију прогнозу од обичног лентигинозног меланома. Захвата најчешће шаке, стопала, прсте, нокте. Промене су у виду полицикличних, браон флека. Из њих настају чворићи који су често депигментирани (губитак боје)

### Посебни облици меланома
Меланом са тотално или парцијализованом регресијом (повлачењем). Повлачење тумора настаје услед дејства имунолошког система. Лезије су бело-плаве боје, испод нивоа коже, неправилних ивица.

## Метастазе
Меланом метастазира углавном преко лимфних судова-лимфогено. Хематогено (путем крви) метастазирање је могуће, али ређе. Метастазе у лимфним чворовима су дебеле, неколико сантиметара велике и многобројне. Често су лимфни чворови међусобно срасли. Далеке метастазе настају хематогено. Најчешће локације су: плућа, кожа, јетра, мозак, бубрези, кости...
Сателитске (пропратне) метастазе су мање метастазе око главног тумора на раздаљини око 2 сантиметра. Прелазне метастазе су метастазе око главног тумора на раздаљини већој од 2 сантиметра. Поткожне метастазе су велики поткожни чворови услед нагомилавања туморских ћелија. Дифузне метастазе цело тело је захваћено, сива-браон пребојеност коже.